# Бјеласица
Бјеласица је планина у Црној Гори. Налази се у источном дијелу данашње Црне Горе тј. у њеном централно-континенталном дијелу. Морфолошки то јест рељефно, равномјерно се грана у четири смјера и има облик круга. Њена и дужина и ширина износе по 30 km.
Површине је око 630 km². Границе су двије велике ријеке, Лим и Тара, а са сјевера Љубовиђа и Лепеница. Припада општинама Колашин, Мојковац, Бијело Поље, Беране и Андријевица. Највиши врх Бјеласице је Црна глава, висок 2.139 метара.
На јужне падине Бјеласице наставља се импозантни, живописни планински ланац Комова. Ка западу Бјеласица гледа на Сињавину (Сињајевину).

## Одлике
Планину Бјеласицу карактеришу три специфичности и важне компаративне предности: веома лака проходност и приступачност и до највиших планинских врхова, богатство шумског фонда и обиље текућих вода. Планина има изузетно добар потенцијал за ски терене, који се већ користи.
Бјеласица је за разлику од осталих планина у региону вулканског поријекла. Отуда, зелена љета, а бијеле зиме. И док на Дурмитору или Ловћену воде пропадају, овдје све остаје на површини, слива се у многобројне потоке и ријеке, од којих је можда најважнија и најљепша Биоградска ријека, која се улива у бисер ове планине Биоградско језеро.
Од 1990. године на Бјеласици постоји и истоимени ски-центар, са петнаест километара уређених стаза. Крајем зиме 2019. године пуштене су у рад проширене постојеће стазе и успињаче. 
Овдје се поред осталих налази и Манастир Светог Кирила и Методија, познатији као »Ћириловац«. Доступан је теренским возилом из Колашина. Изнад манастира, на врху Таворског Кључа, тик испод 2000 m, подигнута је капела посвећена Преображењу Господњем, у којој се сваког 19. августа на овај празник служи.

## Кроз историју
Регион у којем лежи Бјеласица некада давно припадао је Рашкој (X-XII вијек); Србији за вријеме Немањића (XIII вијек); Србији за вријеме кнеза Лазара (XIV-XV вијек); био у саставу Српске деспотовине (XV вијек); Босанском ејалету (око 1600. године, на самој граници са Османлијским царством); Црној Гори први пут од 1860-1878. године до 1914; затим Зетској бановини Југославије (до 1941): поновно Црној Гори од 1945. 